# P6M海大師噴射飛艇
P6M海马（英語：Martin P6M SeaMaster）是20世紀50年代，美國海軍在核导弹潜艇投入使用前的核攻擊機種，它是一種巨大水上飛機，但隨著弹道导弹潜艇下水，P6M被視為太大又太貴的過時機種而退役。

## 背景
在二战后，美国战略空军成为核武器的唯一投放手段。海军意识到自己的战略作用正在黯然失色，它的威信和预算受到威胁。它的第一次尝试，试图研制“超级航母”来发射海军战略轰炸机。不幸的是该计划成为预算削减的受害人。美国海军改为创建一支核战争和常规战争都有用的“水上打击力量”，其中包括轰炸、侦察、布雷任务。计划中可以由水上飞机和改装的潜水艇进行补给，以攻击更远的目标。
康维尔和马丁公司参加了投标，马丁的方案更有前途而被选中。计划制造2架原型机、6架预生产飞机，24架生产型飞机。

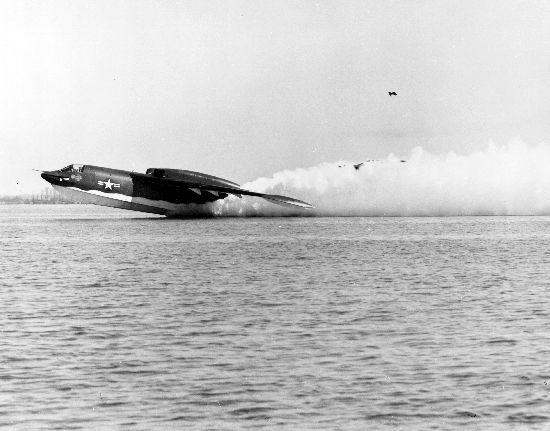
在海上滑行的P6M-2

## 設計特點

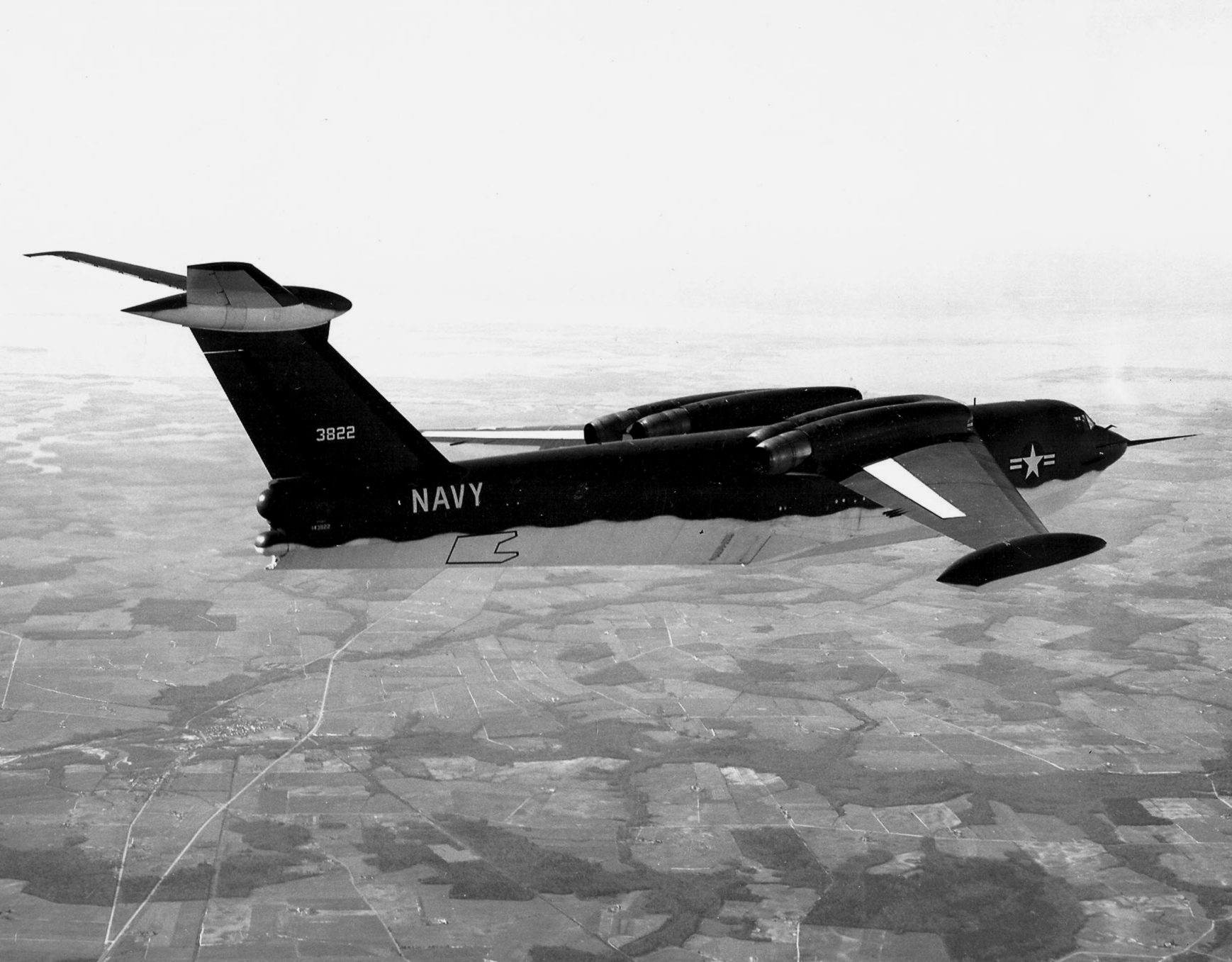
飞行中的YP6M-1海马飞行艇

P6M作為飛艇其機體如同一艘大船，尾翼為T字形並且機尾有兩支機炮的炮塔，主翼是細長而帶有40度後掠翼，主翼漸向下垂而在翼端有浮舟，其舱门是防水的。1951年4月颁布的要求中，P6M必须在低空以0.9马赫（1100公里/小时），携带30000磅（13600公斤）的炸弹（包括核弹），攻击1500英里（2400公里）远的目标，為此其翼根很厚而且結構堅固。最初飞机计划采用柯蒂斯-赖特公司的涡轮-冲压喷气发动机，但这种发动机的研制陷入困境，之后更换成更为传统的艾利逊J71-4涡喷发动机，它被成对安装在翼上的发动机短舱中，避免吸入飞溅的海水。

## 发展

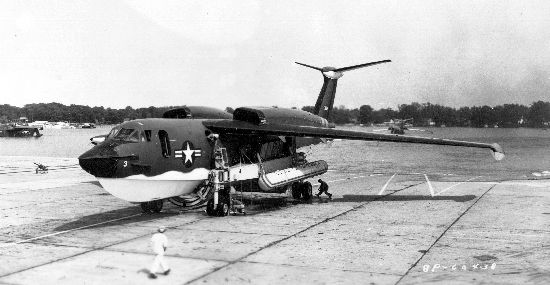
P6M的使用時間很短暫

1955年7月14日第一次飞行的XP6M-1,因为发动机离机身太近，后机身在开加力后被烧焦。之后发动机短舱改进成和机身有一定外倾角，并对加力使用进行限制。在其后的飞行试验初步成功，但同年12月17日的一次例行飛行測試當中，由於飛控系統故障而令第1架原型機墜毀於切萨皮克湾，4名机组成员死亡，1956年11月9日第2架原型機也因為機尾控制系統故障而墜毀。
1958年1月YP6M-1恢复测试。 1958年，海军宣布北卡罗莱州伊丽莎白市附近的哈维基地成为马丁P6M试验场，这些飞机均装有测试版的全部作战装备套件，用于轰炸，布雷和侦察等任务的评价。1959年年初生产型P6M-2下线，换装了更强劲的J75-2涡喷发动机，空中加油探头，改进航空电子设备和更好能见度的驾驶舱。另外发展了可以装在炸弹舱的伙伴加油系统，能让P6M迅速的转换成加油机，为另一架P6M空中加油。
1959年8月P6M项目被突然取消。P6M-2是一架让人印象深刻的飞机，它的0.9马赫（1100公里/小时）的低空飞行速度没有几架同类飞机能达到。为此P6M-2飞机蒙皮在翼根处，令人难以置信地超过一英寸（25毫米）厚。 作为对比，美国空军的B-52在低空只能达到0.55马赫（670公里/小时）。
虽然P6M达到了当初的技术要求，但是2次坠机导致了重新设计和急剧的费用上升（P6M计划用去4亿美元（相当于2004年25亿美元））。同时新研制的北极星导弹和导弹核潜艇，为海军提供了更先进、更远程的核武器投放手段。所以P6M刚投产就被海军视为昂贵、落伍的废物，被迫中止了生产。失去订单的马丁公司试图挽回损失，推出了8发的P6M民用运输机方案，以及放大版的巨型核动力P6M，但无人理睬。
最后马丁公司董事长宣布结束飞机的设计和生产，将专注于导弹和电子设备业务。P6M成为马丁公司最后设计和生产的飞机。
P6M一直作為最大型的飛艇直至1986年蘇聯的A-40飛艇才打破其紀錄

## 发展型号
XP6M-1原型机，共建造2架（编号 138821, 138822）均坠毁
YP6M-1预生产型，共建造6架（编号 143822-143827）。项目取消后被废弃
P6M-2正式生产型，共建造8架（编号 145876-145899），其中3架（编号 145877-145879）参与试飞，5架（编号 145876，145880-145883）建造完成后未使用即退役

## 基本資料（P6M-2）
基本信息
- 机组：4

性能
- 推重比：0.58

武器

- 机炮: 2× 20 mm 机炮
- 炸弹: 4,000 lb (1,814 kg)

## 使用國家
- 美国

## 类似机型
- Be-6飛艇
- Be-12飛艇
- Be-200飛艇
- A-40飛艇
- 水轟-5
- PBY